# Basilique Saint-Sébastien de Barcellona Pozzo di Gotto
Pour les articles homonymes, voir Basilique Saint Sébastien.
La basilique de Barcellona Pozzo di Gotto ou église Saint-Sébastien ou église de Barcellona Pozzo di Gotto,  nom complet Basilique Mineure Saint-Sébastien, est située sur la place du Duomo de la ville de Barcellona Pozzo di Gotto, dans la province de Messine, en Sicile. 
C'est la plus grande des églises de Barcellona Pozzo di Gotto, la deuxième de la province après la cathédrale Santa Maria Assunta de Messine. L'architecte Barbaro, neveu de Mgr Barbaro, dirige les travaux effectués par la firme Fratelli Cardillo, collabore à la construction du Sanctuaire du Christ-Roi, une œuvre contemporaine de la cathédrale Saint-Sébastien.

## La façade

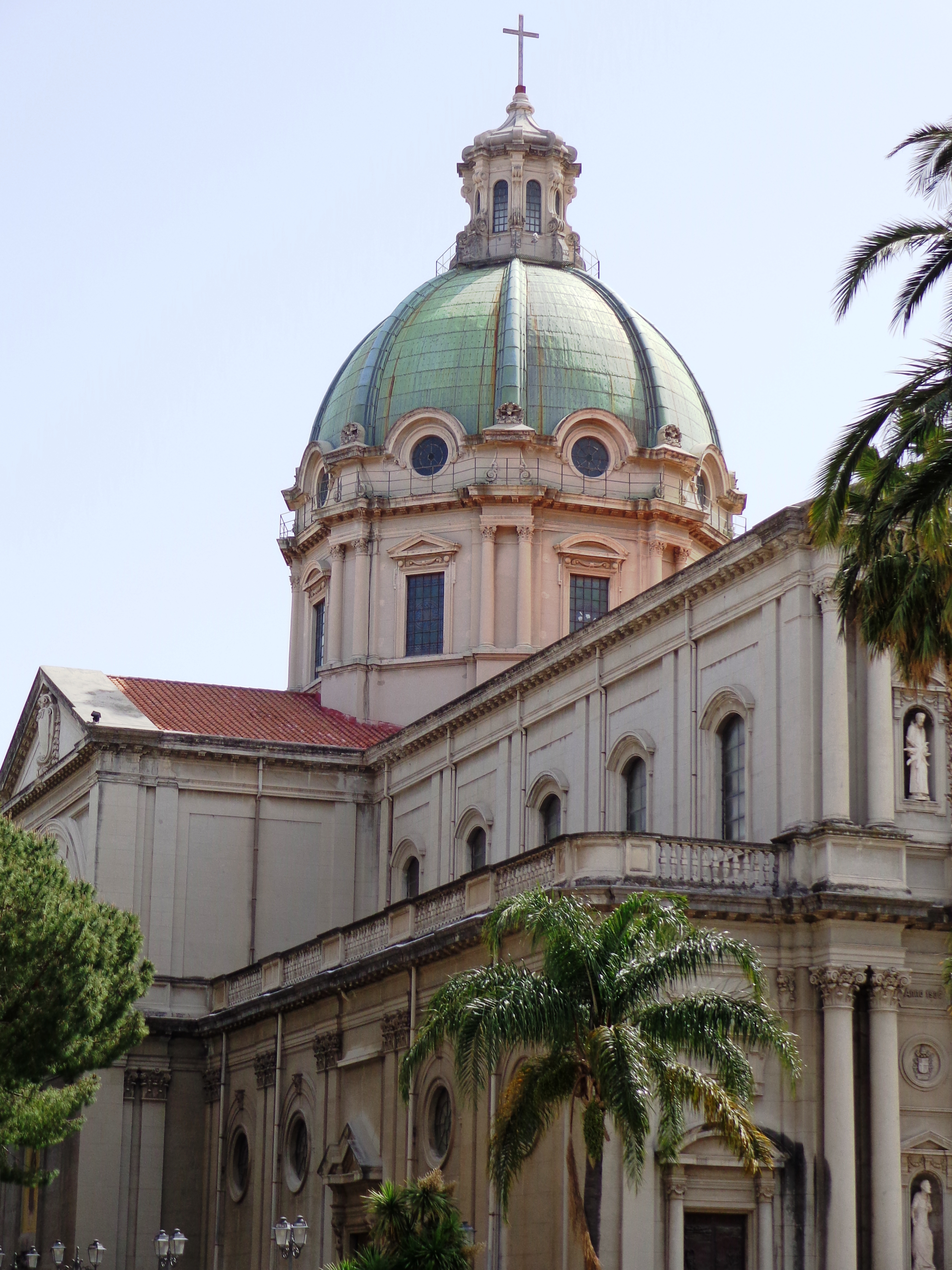
Basilique Mineure Saint-Sébastien, vue du côté nord

## La nef principale

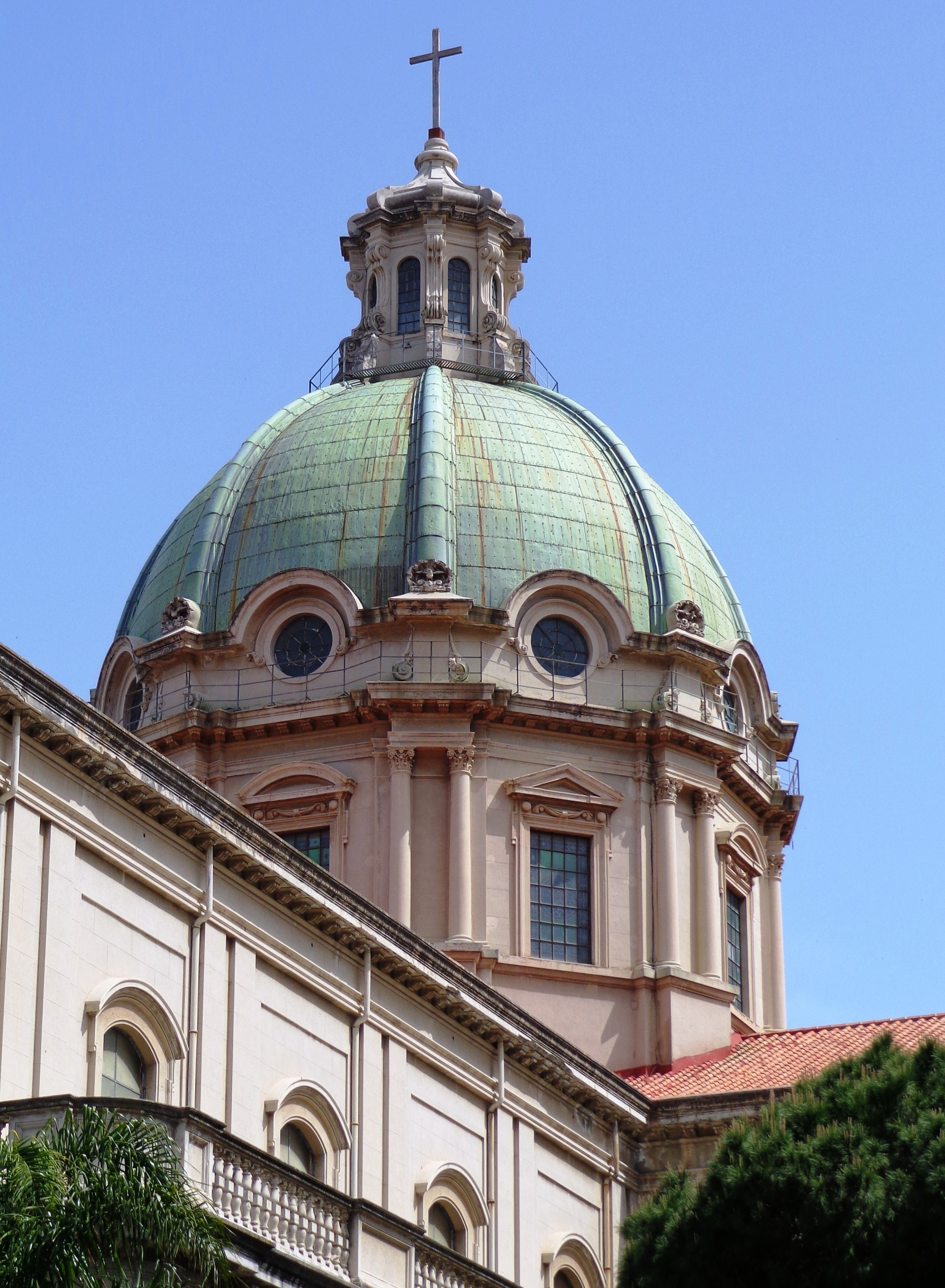
Basilique Mineure Saint-Sébastien, vue du côté du Sud.

## La nef gauche côté nord

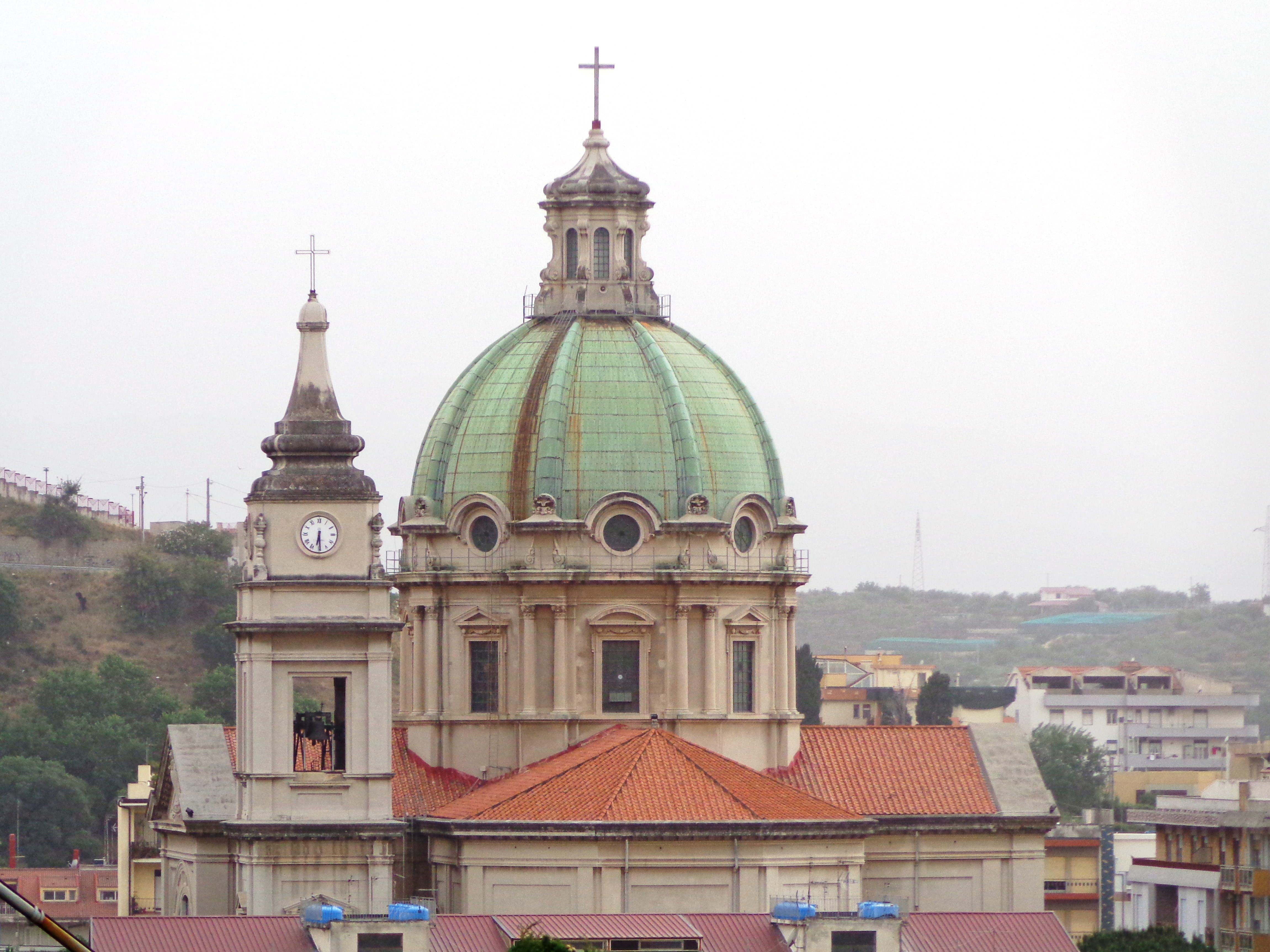
Basilique Mineure Saint-Sébastien, panorama à partir des Capucins.

## La taille de la basilique
La basilique Saint-Sébastien est la deuxième plus grande église catholique de la province de Messine.

## L'orgue
L'orgue de la basilique a été construit par Tamburini de Crema en 1967.

## Archiprêtres de la basilique
L'Archiprêtre est le doyen des prêtres de paroisse, responsable de la bonne exécution des fonctions ecclésiastiques et de la vie des prêtres qui lui sont soumis.
- Archiprêtre Nunziato Bonsignore à la tête de l'archiprêtré de 1914 à 1941.
- Monseigneur Domenico D'Arro.
- Monseigneur Salvatore Stracquadaini.
- Monseigneur Francesco Mento (1911 - 2007) à la tête de l'archiprêtré de 1958 à 2001.
- Père Franco Farsaci.

## Galerie

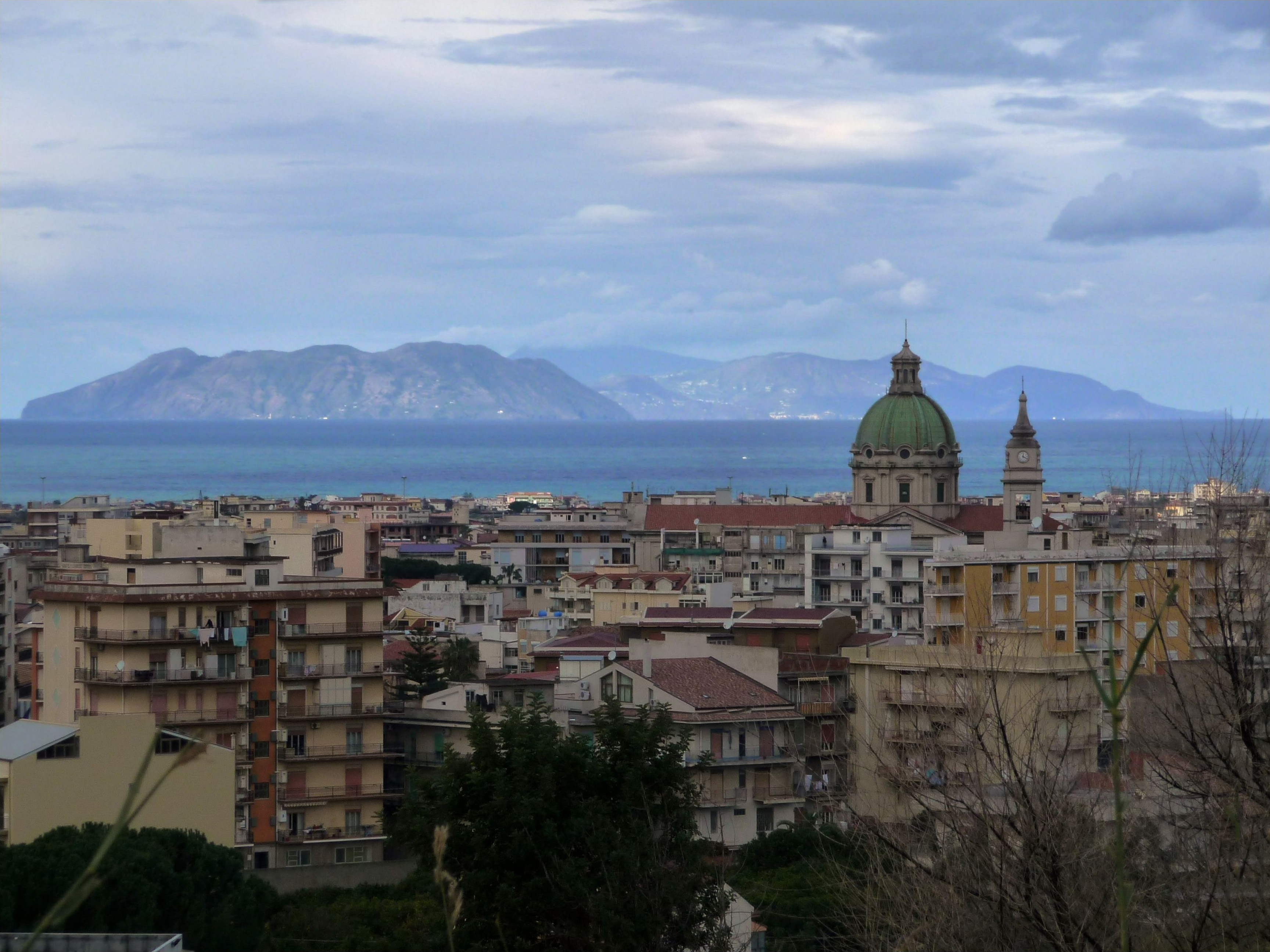
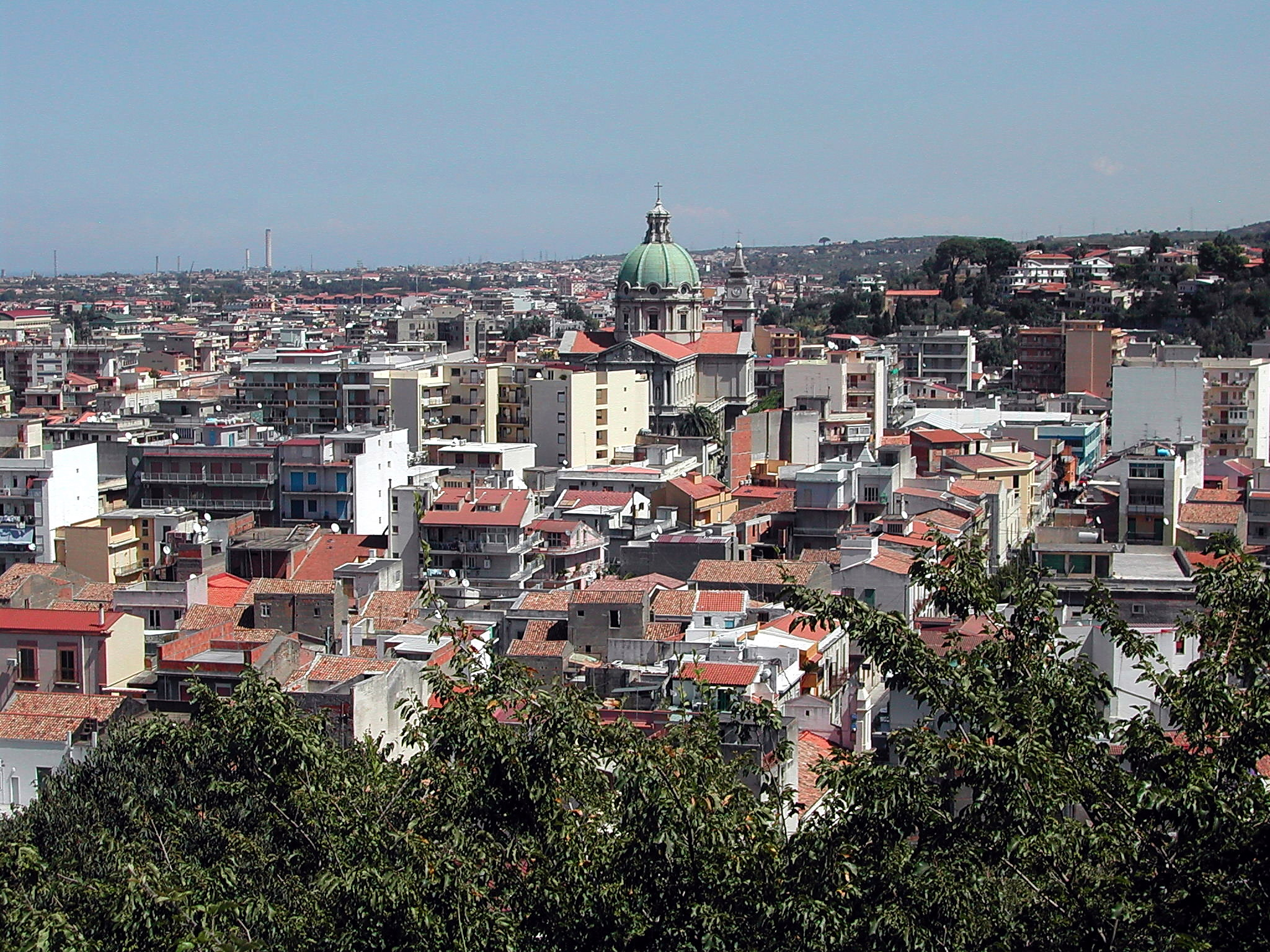
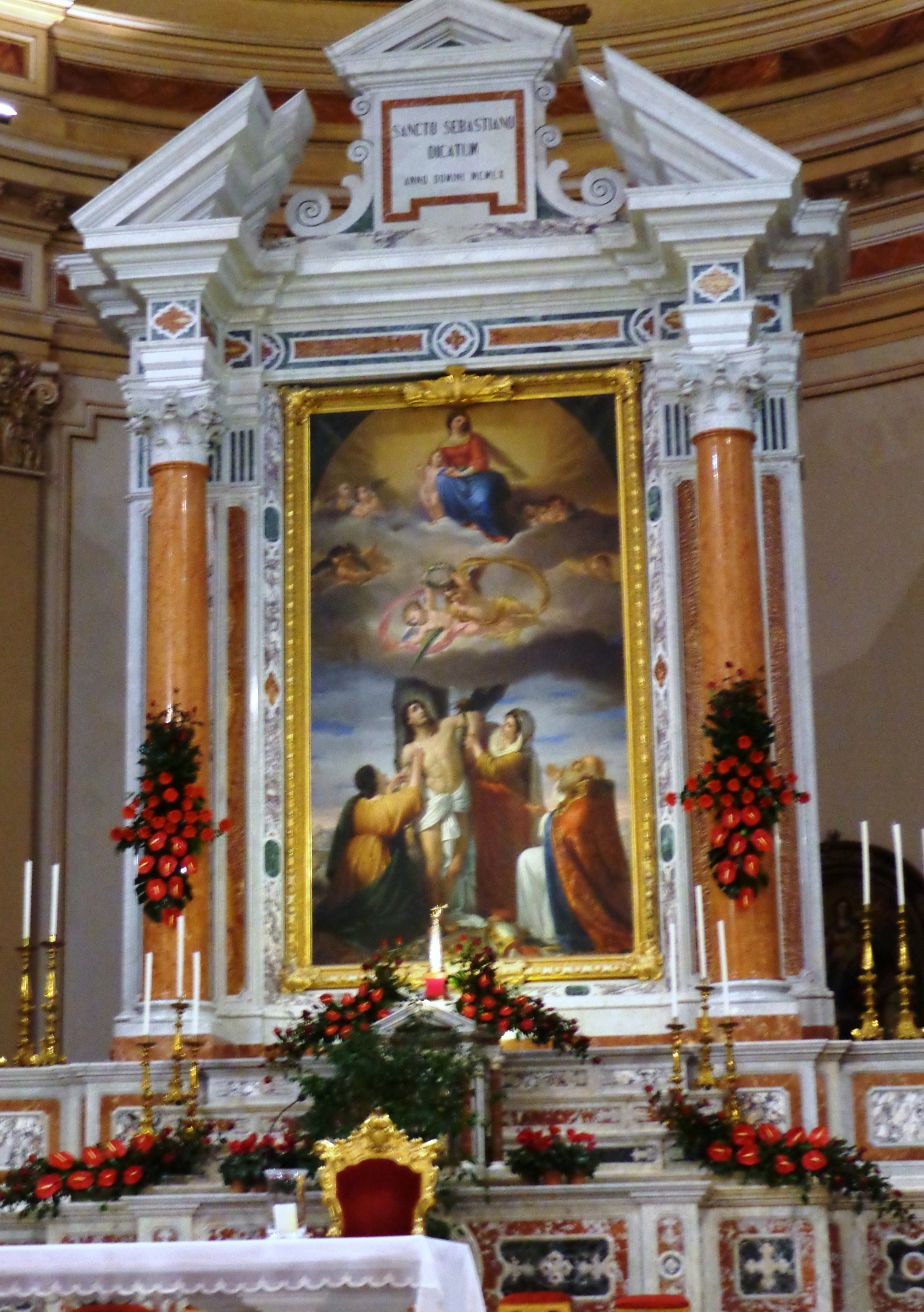
Autel de la basilique Saint-Sébastien.
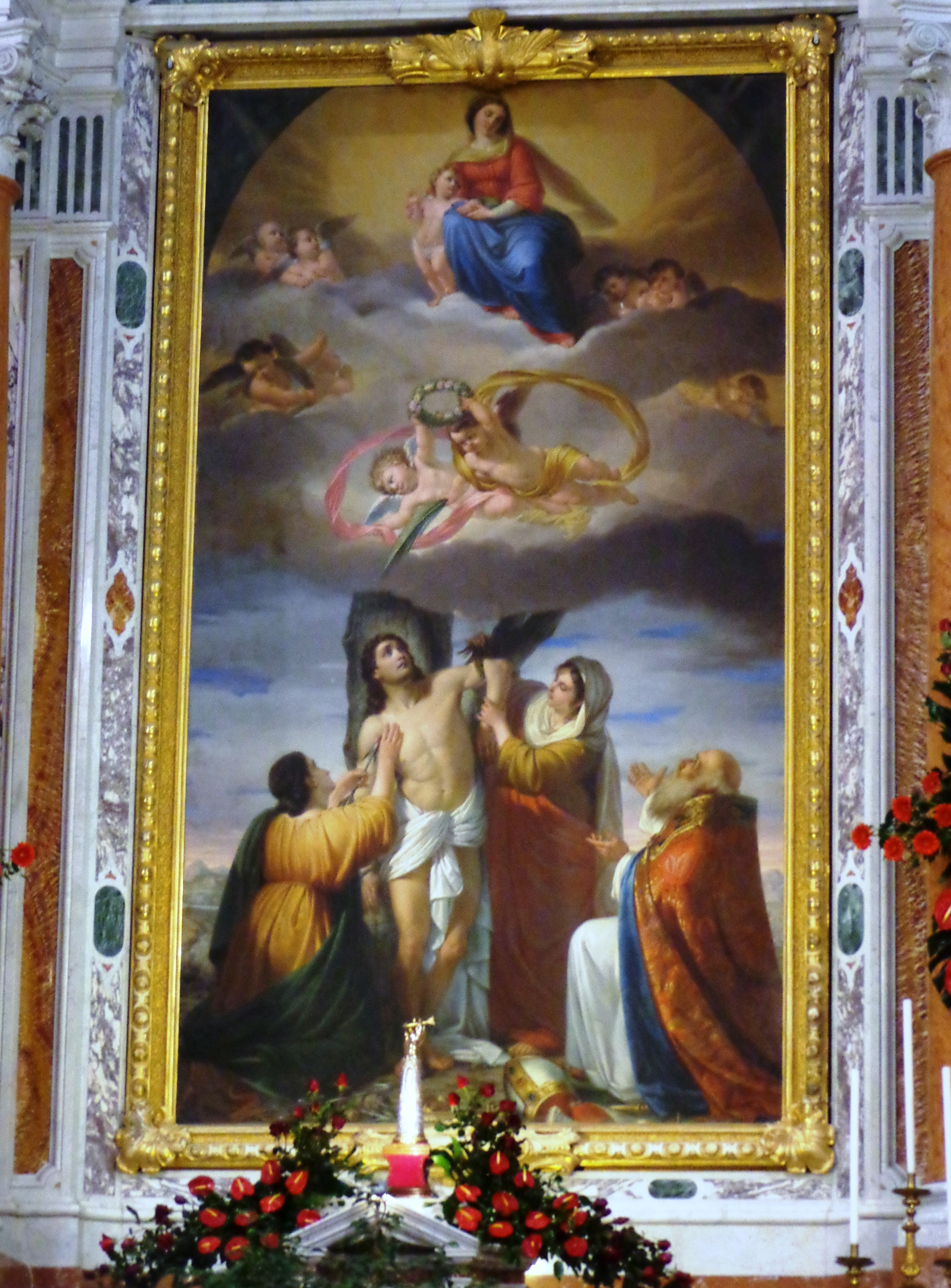
Retable de la basilique Saint-Sébastien.
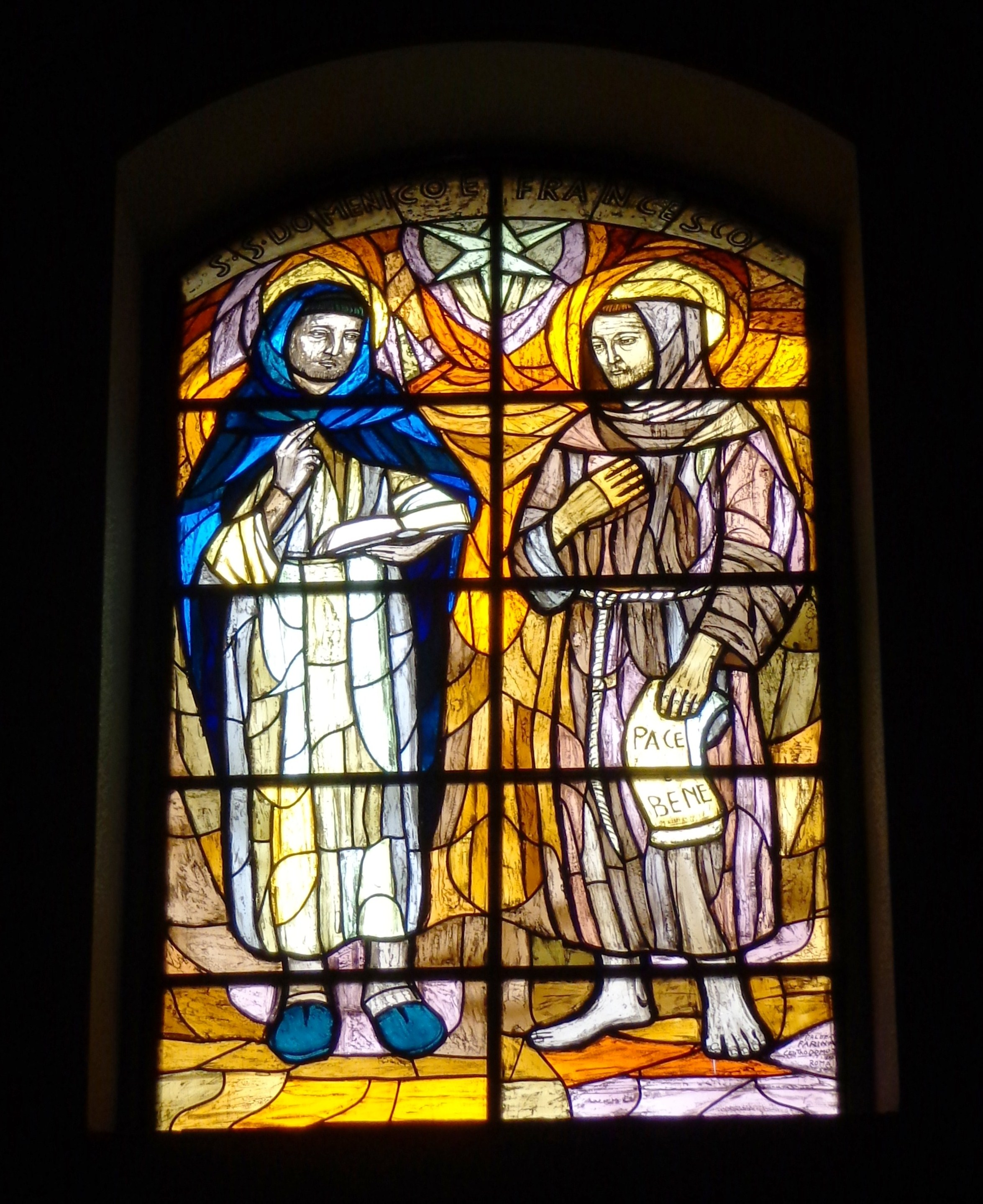
Vitrail de la basilique Saint-Sébastien.
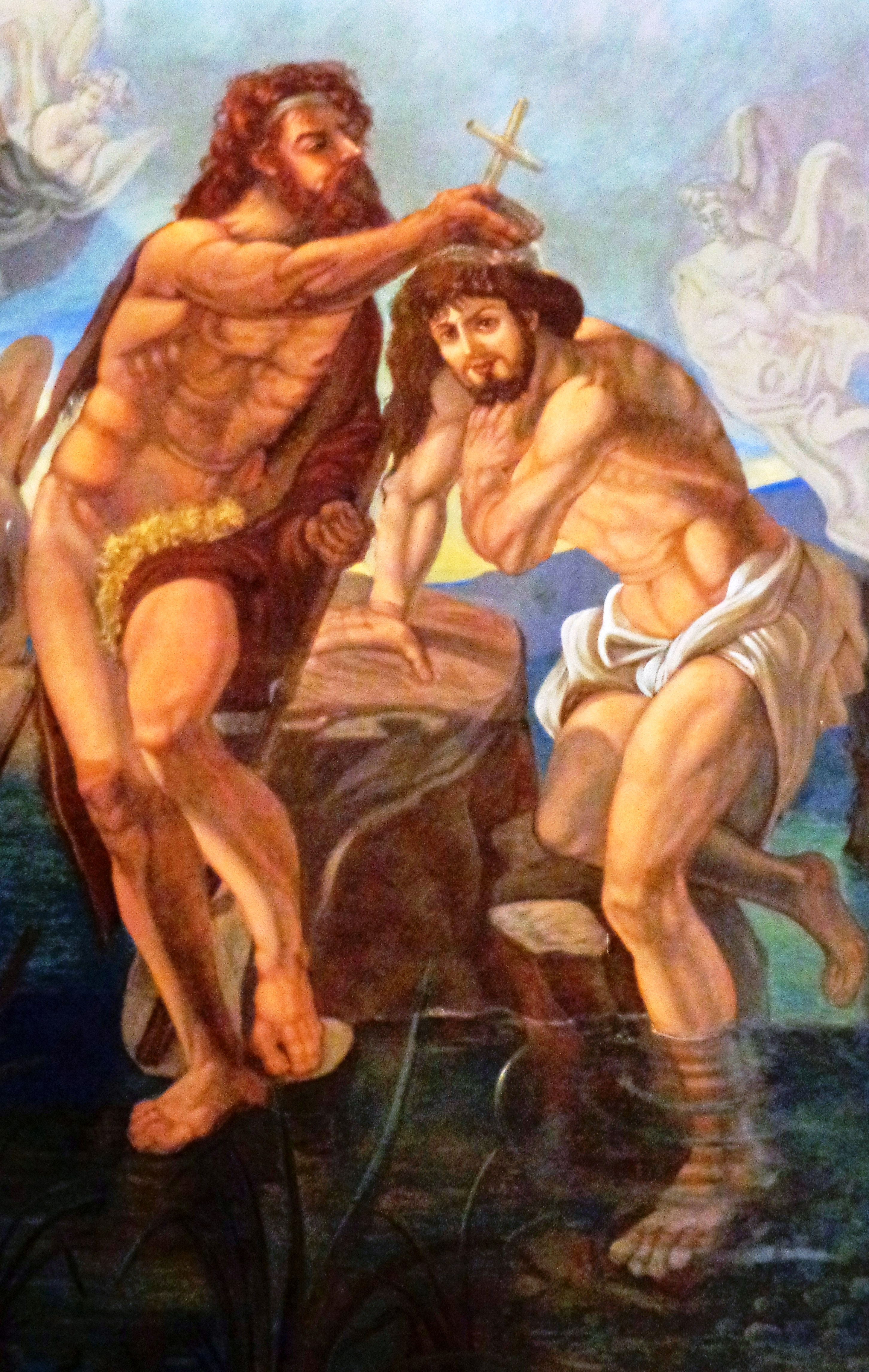
Basilique Saint-Sébastien.
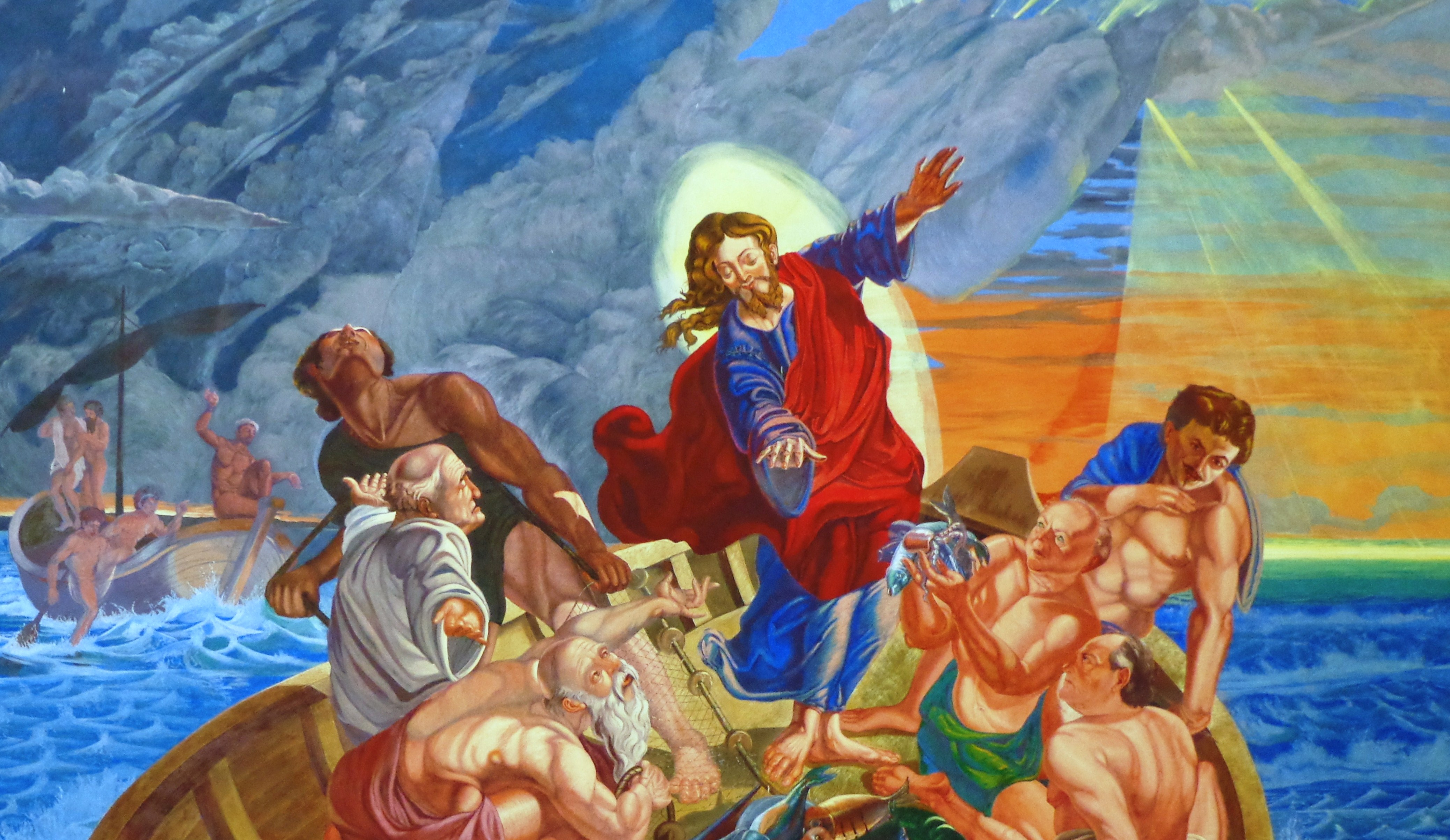
Basilique Saint-Sébastien, fresque côté nord.
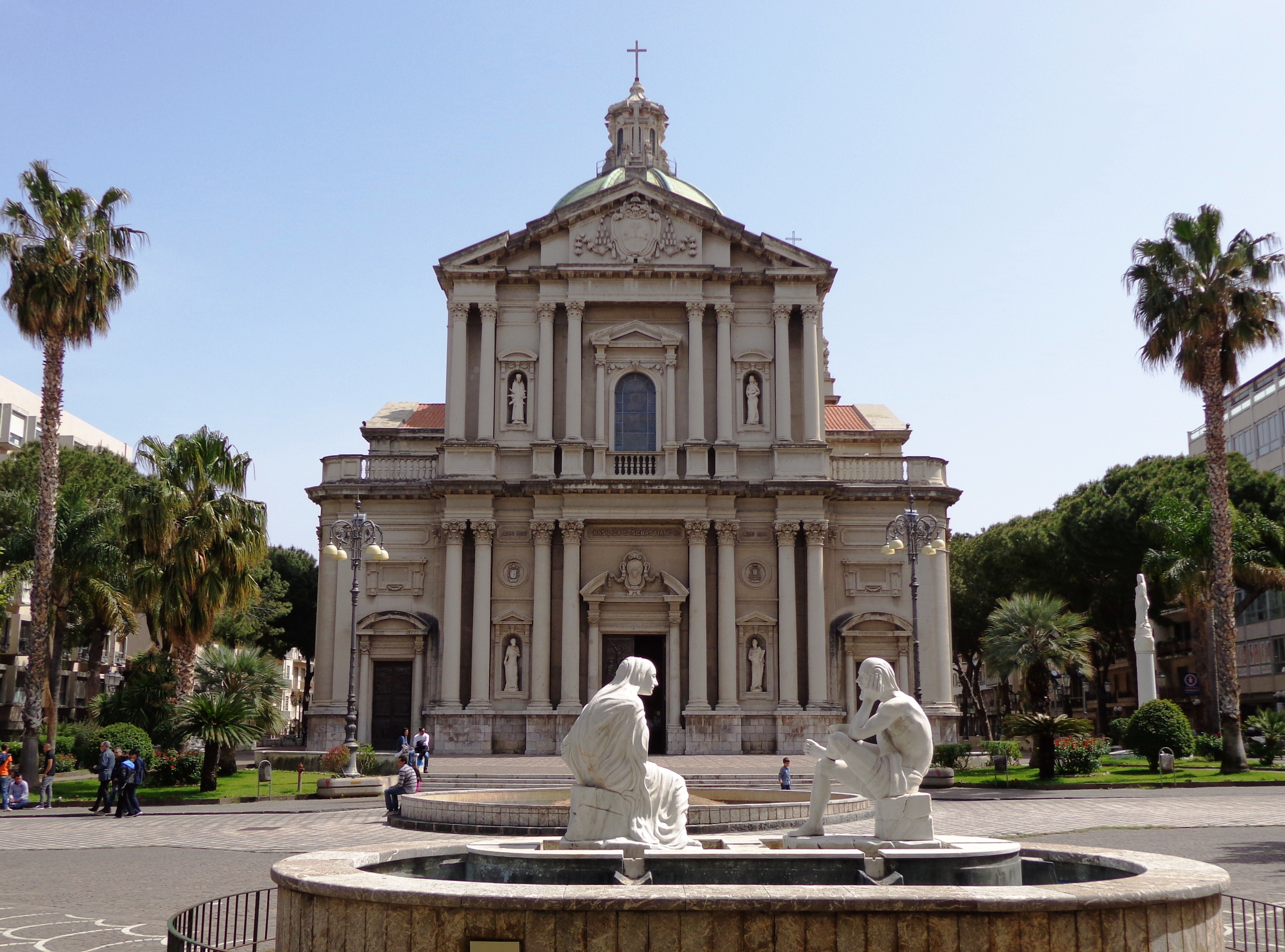
Basilique Saint-Sébastien, façade.
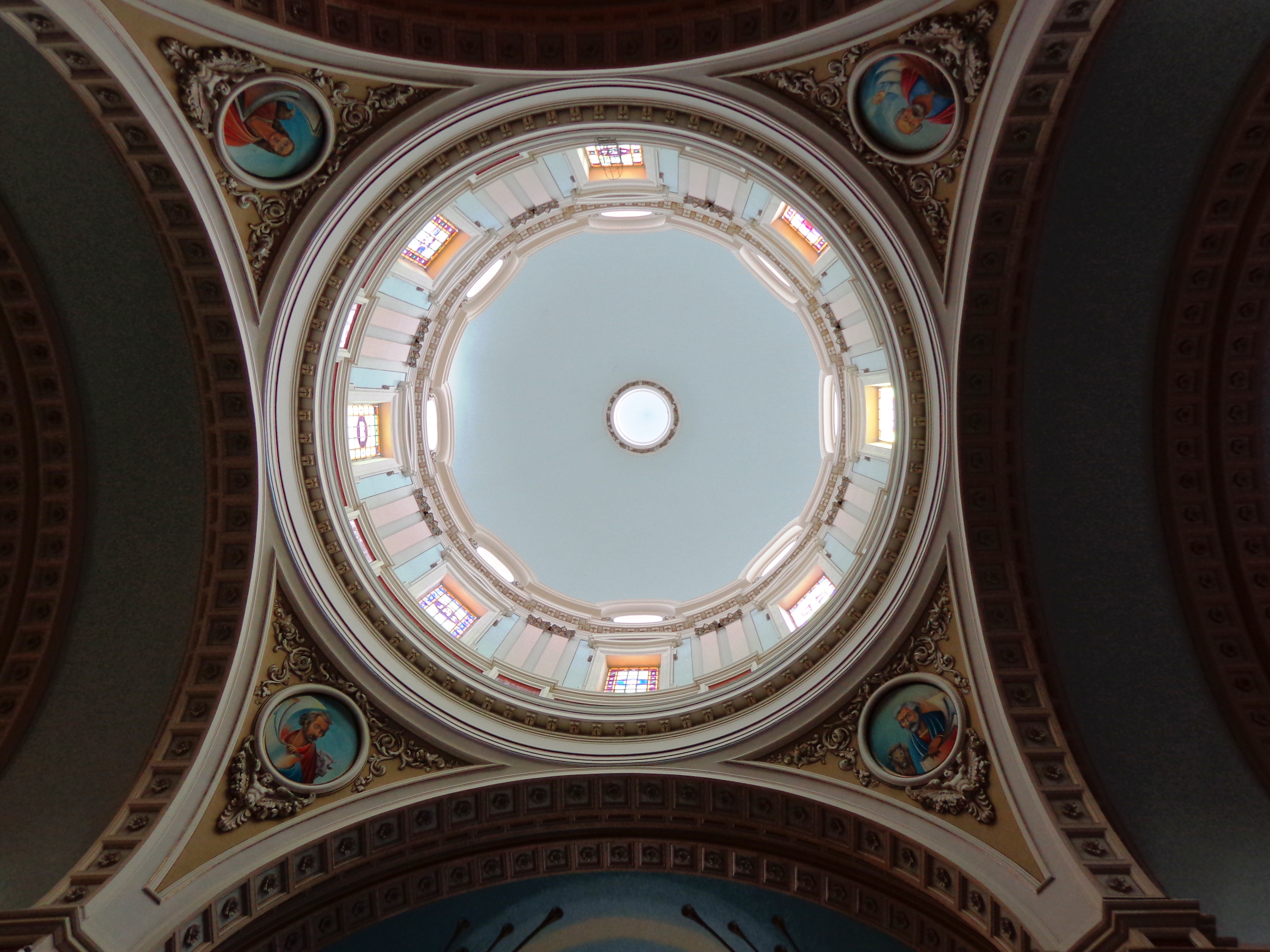
Le Cycle des Évangélistes dans les pendentifs de la coupole, Basilique Mineure Saint-Sébastien.